# 귀신 (영화)
《귀신》은 2021년에 개봉한 대한민국의 영화이다.

## 캐스팅
- 정이랑
- 함건수
- 최이태 : 재민 역
- 김정훈
- 정순미
- 이무녕
- 이슬기 : 조피디 / 여피디 역
- 김종훈
- 김경옥
- 박종민
- 이강은
- 박성진
- 김영빈
- 이승훈
- 문상국
- 김대한
- 김동우
- 김건하
- 심민섭
- 이민규
- 장병수
- 민소정
- 박민수
- 최미현
- 김진형
- 손현우
- 정하용
- 박민수
- 박재형